# 聂力
聂力（1930年9月—），女，四川江津人，中国人民解放军将领、中将军衔，曾任国防科学技术工业委员会科学技术委员会副主任，是第六、七届全国人大代表，第八届全国人大常委会委员（1994年3月补选）、全国人大内务司法委员会委员（1994年5月任命），第九届全国人大常委会委员，全国人大教育科学文化卫生委员会委员。

## 生平
1947年入读荣臻子弟学校，1948年进入华北育才中学学习，1950年加入中国共产党。后毕业于列宁格勒精密机械光学学院。1993年授予中将军衔。1998年3月，第九届全国人大第一次会议上，她当选为全国人民代表大会常务委员会委员。2001年6月，中国科学技术协会第六次全国代表大会召开，并选举其出任第六届全国委员会荣誉委员。
2010年，以黃埔軍校同學會成員身份，參與發起中山黃埔兩岸情論壇。

## 家庭
父亲聂荣臻，母亲张瑞华。丈夫丁衡高是中国工程院院士、中国人民解放军上将、惯性和精密机械专家，国防科工委原主任。